# عداد الخطى

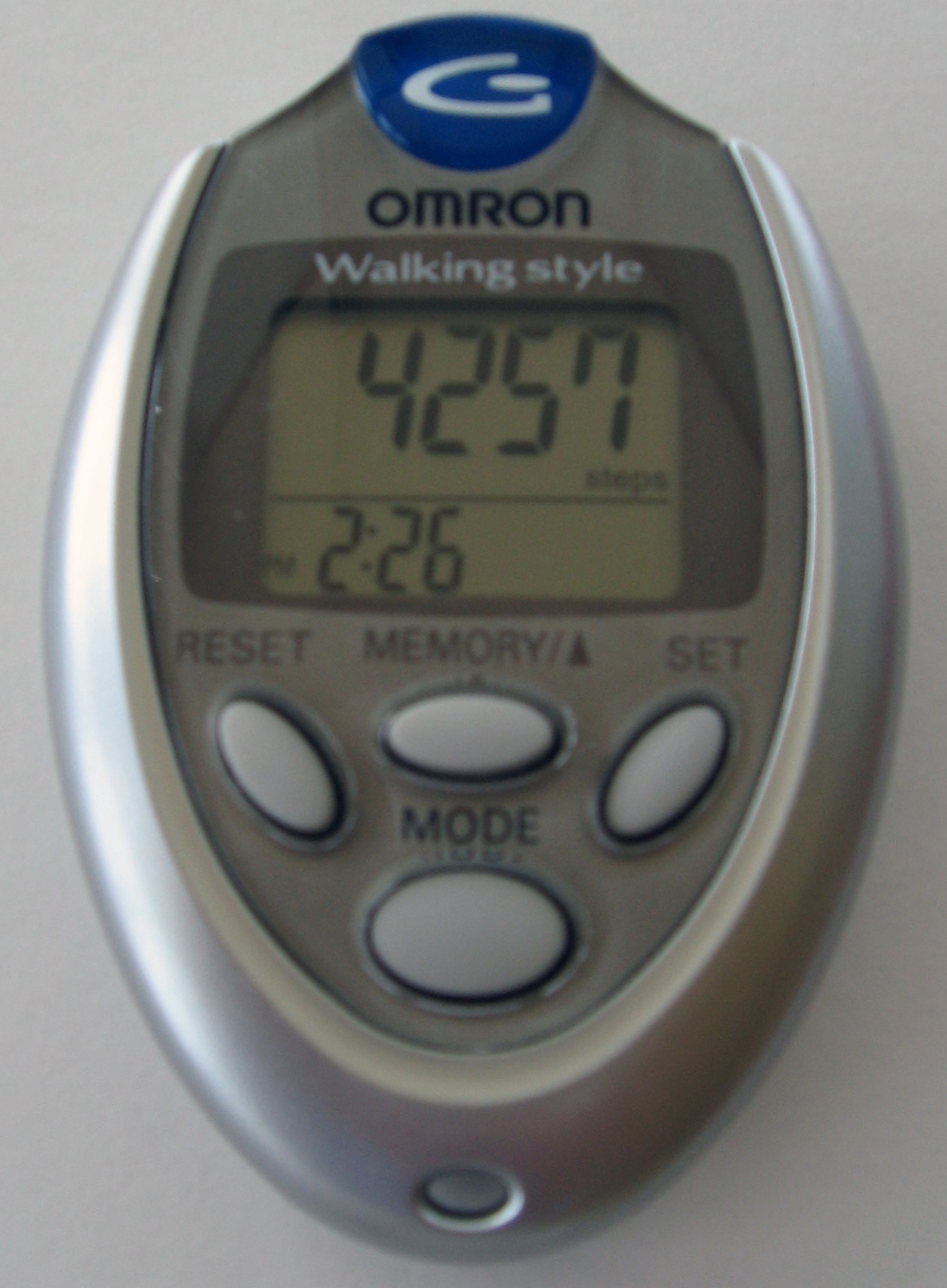
عداد خطى إلكتروني

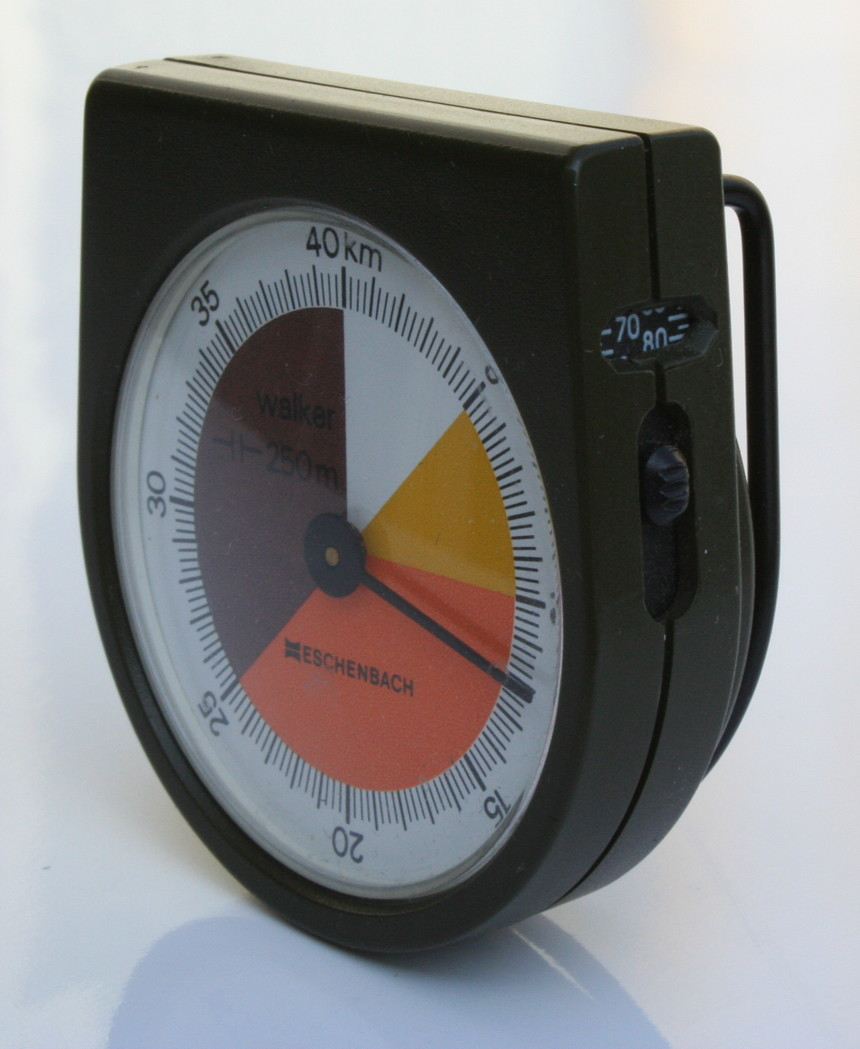
عداد مسافة ميكانيكي أوتوماتيكي

عداد الخطى هو جهاز يحسب عدد الخطوات أو المسافة التي يقطعها أحد مشيا.